# محله سر باغ

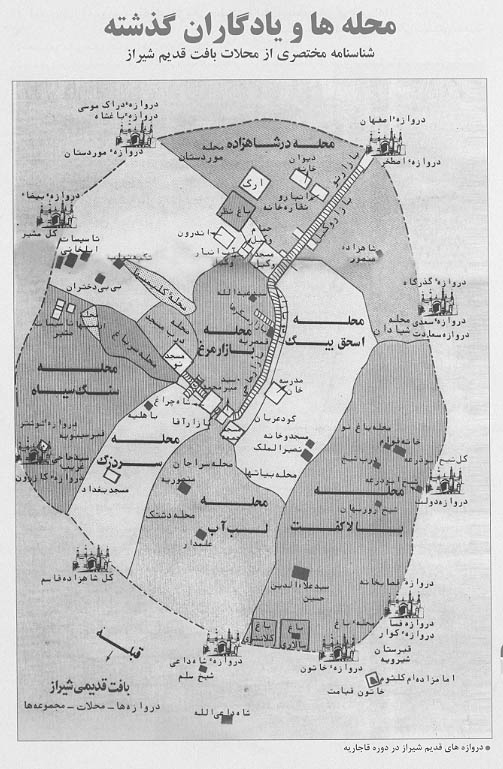
نقشه شیراز قدیم

محله سر باغ، نام یکی از محله‌های شیراز قدیم می‌باشد.
پیشتر خیابان به معنای امروزی نبود، هر شهر و دیاری با محله‌ها شناخته و گذرها و معابر همه در قالب یک محله تعریف و نامگذاری می‌شد. شیراز نیز مانند سایر شهرهای ایران، از محله‌ها و دروازه‌های متعددی تشکیل شده بود، محله‌هایی که با وجود گذر ایام، نام بعضی از آن‌ها زبان به زبان گشته و ماندگار است. محله‌های بیات، گذر سیداسماعیل، سنگ سیاه، سردزک و درب شیخ از جمله این محله‌ها به‌شمار می‌رود. یکی از محله‌های قدیمی شیراز سر باغ نام دارد که در گذشته پررونق بوده‌است. این محله، محله‌ای بوده که در مجاورت باغی بزرگ قرار داشته‌است. در کنار این باغ، خانه‌هایی ساخته شد و محله سرباغ به وجود آمد، ولی بعداً و در طول زمان، این باغ از رونق افتاد و به صورت اراضی محدودتری تقسیم شد و هم‌اکنون اثری از آن بر جا نیست و به جای آن ساختمان‌هایی را پدیدآورده‌اند.

## وجه تسمیه
وجه تسمیه آن به باغ اتابک و قرار داشتن آن در این محله بر می‌گردد. در ابتدای محله، باغ بزرگی به نام باغ اتابک قرار داشت که البته امروز دیگر وجود ندارد. آن باغ متعلق به یکی از اتابکان فارس به نام سعد ابن زنگی بوده که دورانی بر شیراز حکمرانی می‌کرده‌است، البته برخی مورخین نام محله را برگرفته از باغی می‌دانند که توسط عضدالدوله دیلمی در این منطقه ایجاد گردیده است. از آثاری که اتابک سعد ابن زنگی در شیراز بنا کرد و امروزه نیز کارایی خود را حفظ کرده، مسجدی است که به مسجد جامع جدید یا مسجد نو مشهور است.

## موقعیت جغرافیایی
سر باغ در زمان قدیم به محله میدان شاه، محله سنگ سیاه، محله سردزک و محله درب مسجد منتهی می‌شد و حد فاصل این محله و محله سنگ‌سیاه، گذر باریکی به نام محله ارمنی‌ها وجود داشت.

## وضعیت فعلی سر باغ (چالشها و فرصتها)
از محله سر باغ این روزها تنها چند خانه قاجاری به همراه طاق بیضایی‌ها و آب انبار حاج زالی باقیمانده‌است که در نوع خود بسیار عالی و زیبا بوده و قابل بررسی به‌شمار می‌روند. محله‌ای که انتهایش کاملاً تخریب و خیابان ۹ دی در آن احداث شده‌است، اما بخشی از این محله که شامل گذر سر باغ (گذر خانقاه احمدی) و کوچه هفت پیچ می‌باشد و با محله سنگ سیاه و بازار مرغ دیوار به دیوار است را می‌توان احیا کرد.
گذر سر باغ از چند جهت در بافت تاریخی شیراز اهمیت فراوانی دارد: در مجاورت حرم مطهر حضرت احمد ابن موسی الکاظم شاهچراغ (ع) قرار دارد، از طاق‌ها و بناهای قدیمی که به لحاظ گردشگری اهمیت فراوانی دارند برخوردار است و خیابان ۹ دی را به گذر تاریخی سنگ سیاه متصل می‌کند.
در حال حاضر وضعیت محله تعریف چندانی ندارد و ساکنان آن از مشکلات به ستوه آمده‌اند. ساکنان محل، تخریب برخی از خانه‌های تاریخی را در گذر سر باغ مشکل اصلی می‌دانند و از آنجا که دیوارهای آن‌ها تخریب شده به محل تجمع معتادان و مهاجران خارجی تبدیل شده‌است. همچنین بیشتر خانه‌های قدیمی به دلیل اختلاف بین ورثه یا رها شدن توسط مالکان، به اجاره یا اشغال معتادان و قاچاقچیان خرده پای مواد مخدر درآمده‌اند که این امر نه تنها باعث تخریب جلوه‌های معماری سنتی در این خانه‌ها شده، بلکه رفت و آمد این قشر سبب بدمنظر شدن گذرها گشته است. کوچه هفت پیچ نیز بیشترین مشکلات را از نظر ناامنی دارد و خیلی‌ها ترجیح می‌دهند از ترس جان و مال خود از آن عبور نکنند، به علاوه باریکی کوچه‌ها و عبور خودروها امنیت عابران را تهدید می‌کند.
جهت مرمت و سنگفرش کردن کف گذر سر باغ اقداماتی انجام شده‌است اما تاکنون به وضعیت آب انبار و مرمت و بازسازی آن توجهی نشده‌است. در حال حاضر تنها یک در آهنی قفل شده در ورودی آب انبار وجود دارد که از لابه لای آن مردم زباله به داخل می‌ریزند و وضعیت بهداشتی ساکنان محله را به مخاطره انداخته است. مرمت مسجد تاریخی مشیر نیز نیمه کاره مانده و از آنجا که یک مرکز تاریخی برای بازدید گردشگران خارجی و همچنین استفاده نمازگزاران محسوب می‌شود باید بیشتر مورد توجه مسئولان قرار گیرد.
اجمالاً می‌توان گفت نیاز اصلی محلهٔ سرباغ مرمت و امنیت است. با مرمت بناها و آثار تاریخی محله سر باغ و پاکسازی آن از معتادین می‌توان مسیر ویژه‌ای برای نشان دادن فرهنگ اصیل و آداب و رسوم این منطقه، معماری ایرانی، هنرهای سنتی و صنایع دستی و تاریخچه شیراز به نسل جوان و گردشگران ایرانی و خارجی فراهم نمود. در صورت مرمت خانه‌های ارزشمند موجود در این محله، آن‌ها قابلیت تبدیل شدن به اقامتگاه‌های گردشگری را دارند. همچنین با مرمت آب انبار حاج زالی و تغییر کاربری اصولی آن می‌توان جاذبه جدید گردشگری ایجاد کرد.